# Servera de Riudabella
La servera de Riudabella (Sorbus domestica) és un arbre que es troba a Riudabella (Vimbodí i Poblet, la Conca de Barberà) i una de les serveres més grans de Catalunya.

## Dades descriptives
- Perímetre del tronc a 1,30 m: 2,07 m.
- Perímetre de la base del tronc: 3,07 m.[1]
- Alçada: 11 m.
- Amplada de la capçada: 11,8 m.
- Altitud sobre el nivell del mar: 595 m.

## Entorn
Com a fons de paisatge aquest arbre té el monestir de Poblet, separat per una extensa vinya en màxima producció. L'entorn forestal és una continuació del bosc de Poblet, inscrit en el Pla d'Espais d'Interès Natural (PEIN). Les espècies que hi predominen són alzina, roure valencià, càdec, gavarra, botja d'escombres i esbarzer, amb algunes herbàcies com l'almegó i l'Orobanche. A les enforcadures dels ceps són comuns els nius de cadernera.

## Aspecte general
La servera està envellida però sana. S'observa sequera apical a la majoria de les branques i presència d'abundants rebrots d'arrel. L'arbre sembla trobar-se en un estat de regressió lent. Les seues mesures no serien res de l'altre món si fos una alzina, un pollancre o un castanyer, però sí que són realment excepcionals per a una servera. Atès que és un arbre que té una fusta molt cercada (especialment per al sector de la carnisseria, ja que els talladors i els picadors de carn de més qualitat són de servera), és difícil localitzar-ne exemplars d'envergadura. L'estructura de la capçada, gairebé simètrica, i el seu bell tronc estriat i pulcre la fan molt atractiva. Es divideix en 6-8 besses a 3 metres de terra.

## Curiositats
L'arbre és a la finca del castell de Riudabella, propietat de la família Gil des de finals del segle xix, amb la desamortització de Mendizábal. En aquesta propietat, s'hi han localitzat restes ibèriques i romanes. Actualment és possible allotjar-s'hi i també fer-hi àpats.

## Accés
Des del poble de Vimbodí i Poblet cal dirigir-se a Riudabella (carretera TV-7003) i, just a uns 150 metres abans del trencall amb el mateix nom, a mà dreta i entre la vegetació, a uns 20 metres de la carretera, veurem la servera. Poc després hi ha un caminet d'accés que dona a les vinyes i a on es pot estacionar l'automòbil. GPS: 31T 0336046 4581290.